# ビュイック・パークアベニュー
パークアベニュー (Park Avenue)は、GMが製造、ビュイックブランドで販売していた自動車である。

## 初代 (1991-1996年)
1990年7月、「エレクトラ」の後継車種として発売。
日本ではヤナセが輸入販売を行っていた。

## 2代目 (1996-2005年)
1996年10月、販売を開始した。
2005年、販売を終了。後継車種は「ルサーン」である。

## 3代目 (2007-2012年)
2007年4月、中国市場にて「ロイアム」の後継車種として販売を開始した。「GM大宇・ベリタス」をベースとして、上海GMが製造・販売を担当している。